# Andrzej Kopiczyński
Andrzej Kopiczyński (ur. 15 kwietnia 1934 w Międzyrzecu Podlaskim, zm. 12 października 2016 w Warszawie) – polski aktor teatralny, filmowy i prezenter telewizyjny. Występował m.in. jako tytułowy bohater w serialach Czterdziestolatek i Czterdziestolatek. 20 lat później.

## Życiorys
Syn Heleny i Konstantego Kopiczyńskich. Przed rozpoczęciem studiów mieszkał we Wrocławiu. Wykształcenie zdobył na Wydziale Aktorskim łódzkiej PWST, którą ukończył w 1958.

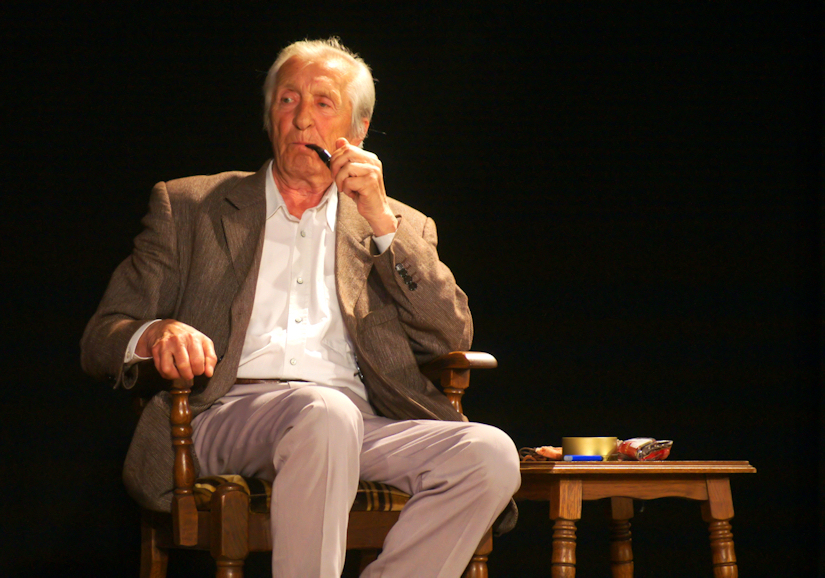
Andrzej Kopiczyński (2011)

Zadebiutował na ekranie w pełnym metrażu w 1957, w filmie Jerzego Kawalerowicza Prawdziwy koniec wielkiej wojny. W latach 1958–1960 występował w Teatrze im. Stefana Jaracza w Olsztynie. W latach 1960–1961 był aktorem Teatru Współczesnego w Bydgoszczy, 1961–1962 Teatru Dramatycznego, 1962–1963 Teatru Bałtyckiego w Koszalinie, a od 1963 do 1970 Teatru Dramatycznego w Szczecinie. Od 1970 aktor występował na scenach teatrów warszawskich. W latach 1970–1979 był aktorem Teatru Narodowego, 1979–1982 Teatru Rozmaitości, 1982–1986 Teatru Na Woli, a od 1986 występował w Teatrze Kwadrat.
Początkowe zamiary aktora skłaniające się ku sztuce dramatycznej radykalnie zmieniły się po roli inż. Stefana Karwowskiego w serialu Jerzego Gruzy Czterdziestolatek (1974–1977). Od tamtego czasu Kopiczyński, wcześniej znany z roli Mikołaja Kopernika w serialu Kopernik, wyprodukowanym dla uczczenia pięćsetlecia urodzin astronoma, był kojarzony wyłącznie z postacią inż. Karwowskiego. Do dziś pozostał on dla wielbicieli właśnie inż. Stefanem Karwowskim. Wielką popularność serialu i ogólny aplauz publiczności po latach nakłonił realizatorów do przypomnienia go widzom. Nowy inż. Karwowski ujawnił się w 1993 w serialu 40-latek. 20 lat później. Na fali popularności obu serii Czterdziestolatka zaangażowano aktorów serialu do różnych produkcji pochodnych, takich jak reklamy. Aktor zagrał w reklamie grzejników, proszku do prania Pollena 2000 oraz Kas Oszczędnościowo Kredytowych. Również za role w Czterdziestolatku i filmie będącym nieodłączną częścią serialu – Motylem jestem czyli romans 40-latka – aktor został obsypany nagrodami, m.in. Nagrodą Przewodniczącego Komitetu ds. Radia i Telewizji (zespołowo, 1976), Nagrodą „Srebrny Gwóźdź Sezonu” (w plebiscycie popularności „Kuriera Polskiego"; 1976), Nagrodą za pierwszoplanową rolę męską na gdyńskim (do 1986 gdańskim) Festiwalu Polskich Filmów Fabularnych (1976), Nagrodą Przewodniczącego Komitetu ds. Radia i Telewizji indywidualną I stopnia za II część filmu (1978).
W 1995 przez krótki okres prowadził teleturniej Koło Fortuny nadawany w TVP2. W 2000 r. jego wizerunek wykorzystano w kampanii reklamowej firmy OknoRes. Podkarpacka Fabryka Okien.
Podczas kariery wcielił się w ponad 160 postaci teatralnych i filmowych.

## Życie prywatne
Czterokrotnie żonaty z aktorkami: Kaliną Pieńkiewicz, Marią Chwalibóg, następnie Ewą Żukowską (córka Katarzyna), a później z Moniką Dzienisiewicz-Olbrychską.
W 2014 r. zdiagnozowano u aktora chorobę Alzheimera. Zmarł 12 października 2016 r. w Warszawie. Został pochowany 19 października 2016 r. na warszawskich Powązkach.

## Nagrody i odznaczenia
- 1961: Nagroda (Toruń – III FTPP – nagroda WRN w Bydgoszczy za rolę Henryka w sztuce Beckett, czyli honor Boga).
- 1962: Nagroda (Toruń – IV FTPP – za rolę tytułową w Kordianie).
- 1963: Nagroda (Katowice – FSRiR – nagroda Polskiego Radia dla młodego aktora za rolę Maksimowa w Kolegach).
- 1964: Nagroda (WRN w Szczecinie).
- 1966: Nagroda (Toruń – VIII FTPP).
- 1967: Nagroda (Bursztynowy Pierścień).
- 1969: Nagroda (Toruń – XI FTPP – wyróżnienie za rolę Konrada w Wyzwoleniu).
- 1975: Odznaczenie (Złoty Krzyż Zasługi).
- 1976: Nagroda („Srebrny Gwóźdź Sezonu 1975” przyznawany przez redakcję „Kuriera Polskiego”).
- 1977: Złota odznaka honorowa „Za Zasługi dla Warszawy”[10]
- 1978: Nagroda (Komitetu ds. PRiTV I stopnia).
- 2015: Srebrny Medal „Zasłużony Kulturze Gloria Artis”.
- 2016: Krzyż Oficerski Orderu Odrodzenia Polski (pośmiertnie)[11]

## Filmografia
- 1957: Prawdziwy koniec wielkiej wojny.
- 1958: Zadzwońcie do mojej żony – marynarz w gospodzie w Zatoce Szczęścia.
- 1964: Zakochani są między nami – mężczyzna, który poderwał dziewczynę konferansjerowi.
- 1964: Obok prawdy – Wojtek Łopot.
- 1964: Koniec naszego świata – kapo Krwawy Józek.
- 1965: Święta wojna – Grześ Walczak, piłkarz Sparty.
- 1965: Gorąca linia – górnik Witalis.
- 1966: Cierpkie głogi – Leon, reporter PR.
- 1967: Julia, Anna, Genowefa... – Marek, syn Rutowiczowej.
- 1969: Jarzębina czerwona – podporucznik Wiktor Kotarski.
- 1969: Czekam w Monte-Carlo – Jan Rajski.
- 1970: Pułapka – Jan Rajner.
- 1970: Prawdzie w oczy – inżynier Marczak.
- 1970: Kolumbowie – oficer sztabowy (odc. 5).
- 1971: Wiktoryna czyli czy pan pochodzi z Beauvais? – Piotr.
- 1971: 150 na godzinę – Jimmy, mąż Aldony.
- 1972: Kopernik – Mikołaj Kopernik.
- 1972: Kopernik – Mikołaj Kopernik (odc. 1–3).
- 1972: Skarb trzech łotrów – Adam Morawski.
- 1972: Diabelskie eliksiry – Wiktoryn.
- 1973: Zasieki – porucznik.
- 1974–1977: Czterdziestolatek – inż. Stefan Karwowski.
- 1976: Motylem jestem, czyli romans 40-latka – inż. Stefan Karwowski.
- 1977: Noce i dnie – Tytus Jerzy Niechcic, kuzyn Bogumiła (odc. 9).
- 1978: Życie na gorąco – senator Juan Meranez (odc. 6).
- 1978: Odcinek XIII – kierownik ośrodka lotów kosmicznych, dowódca statku „Copernicus”.
- 1978: 07 zgłoś się – w roli samego siebie (odc. 7).
- 1981: Miłość ci wszystko wybaczy – major Olo Kryński.
- 1981: Filip z konopi – Wiśniewski, kolega Leskiego.
- 1981: Ślepy bokser – Zenon Gołyźniak.
- 1981: Znachor – lekarz Pawlicki.
- 1987: Rajski ptak – Gadomski, ojciec Anki.
- 1988: Pięć minut przed gwizdkiem – sędzia Leszek Hogendorf.
- 1988: Niezwykła podróż Baltazara Kobera – Pappagello.
- 1990: Napoleon – Anglik (odc. 6).
- 1990: Korczak – dyrektor w PR.
- 1990: Dziewczyna z Mazur – fotografik Daniel Grycz.
- 1993: Czterdziestolatek 20 lat później – inż. Stefan Karwowski.
- 1994: Bank nie z tej ziemi – Stefan Kropkowski (odc. 12).
- 1999: Ogniem i mieczem – Zaćwilichowski.
- 1999–2000: Czułość i kłamstwa – Ryszard Trybuła.
- 2000: Ogniem i mieczem – Zaćwilichowski.
- 2001–2005: Lokatorzy – pan Roman Zagórny.
- 2006: Niania – Waldemar Krukowski (odc. 19).
- 2007, 2011: Świat według Kiepskich – inż. Stefan Karwowski (odc. 280 i 368).
- 2008: To nie tak, jak myślisz, kotku – minister.
- 2008: Plebania – ksiądz Ernest (odc. 992).
- 2008: Na kocią łapę – właściciel kota Caruso.
- 2011: 1920 Bitwa warszawska – ksiądz.
- 2012: Piąty Stadion – Michał, wuj Aleksa (odc. 58).
- 2013: Lekarze – Makary (odc. 25).

## Dubbing
- 2006: Garfield 2 − Smithee.